# Список глав государств в 195 году
Список глав государств в 194 году — 195 год — Список глав государств в 196 году — Список глав государств по годам

## Африка
- Мероитское царство (Куш) — Теритедахатей, царь (194 — 209)

## Азия
- Армения Великая — Вагарш II, царь (186 — 198)
- Западные Кшатрапы — Рудрасимха I, махакшатрап (175 — 188, 191 — 197)
- Иберия — Рев I, царь (189 — 216)
- Китай (Династия Восточная Хань):
  - Сянь-ди (Лю Се), император (189 — 220)
  - Лю Цзюэ, регент (192 — 197)
  - Го Сы, регент (192 — 197)
- Корея (Период Трех государств):
  - Когурё — Когукчхон, тхэван (179 — 197)
  - Пэкче — Чхого, король (166 — 214)
  - Силла — Порхю, исагым (184 — 196)
- Кушанское царство — Васудэва I, великий император (191 — 226)
- Осроена — Абгар IX Великий, царь (177 — 212)
- Паган — Пьюсоти, король[англ.] (167 — 242)
- Парфия — Вологез IV, шах (191 — 208)
- Сатавахана — Шри Яджня Сатакарни, махараджа (178 — 207)
- Хунну:
  - Юйфуло, шаньюй (188 — 195)
  - Хучуцюань, шаньюй (195 — 215)
- Чера — Тагадур Эринда Перумшерал, царь (185 — 201)
- Япония — Тюай, тэнно (император) (191 — 200)

## Европа
- Боспорское царство — Савромат II, царь (174 — 210)
- Ирландия:
  - Арт Оэнфер, верховный король (165 — 195)
  - Лугайд мак Кон, верховный король (195 — 225)
- Римская империя:
  - Септимий Север, римский император (193 — 211)
  - Публий Юлий Скапула Тертулл Приск, консул (195)
  - Квинт Тиней Клемент, консул (195)

## Галерея

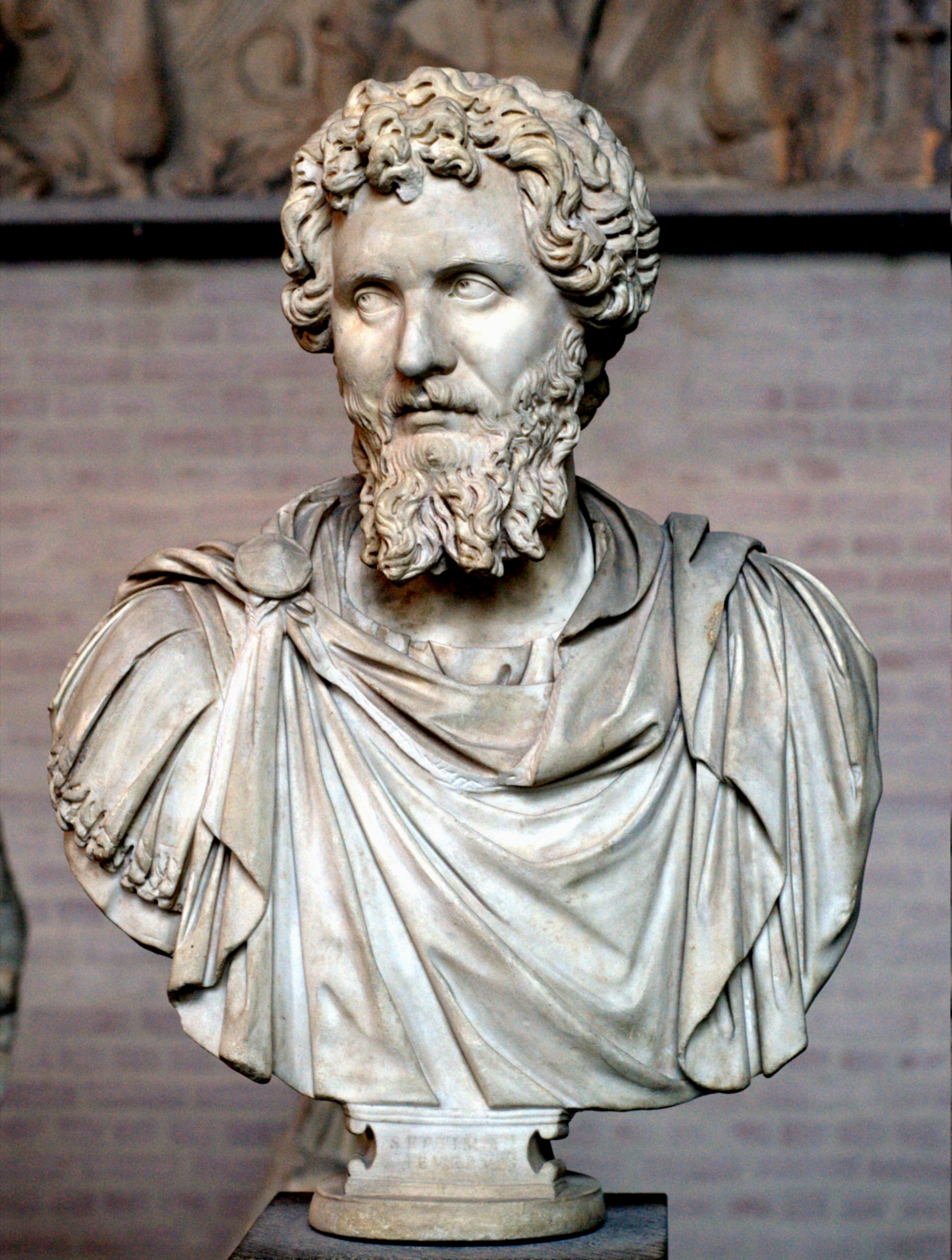
Септимий Север 193—211 Император Римской империи
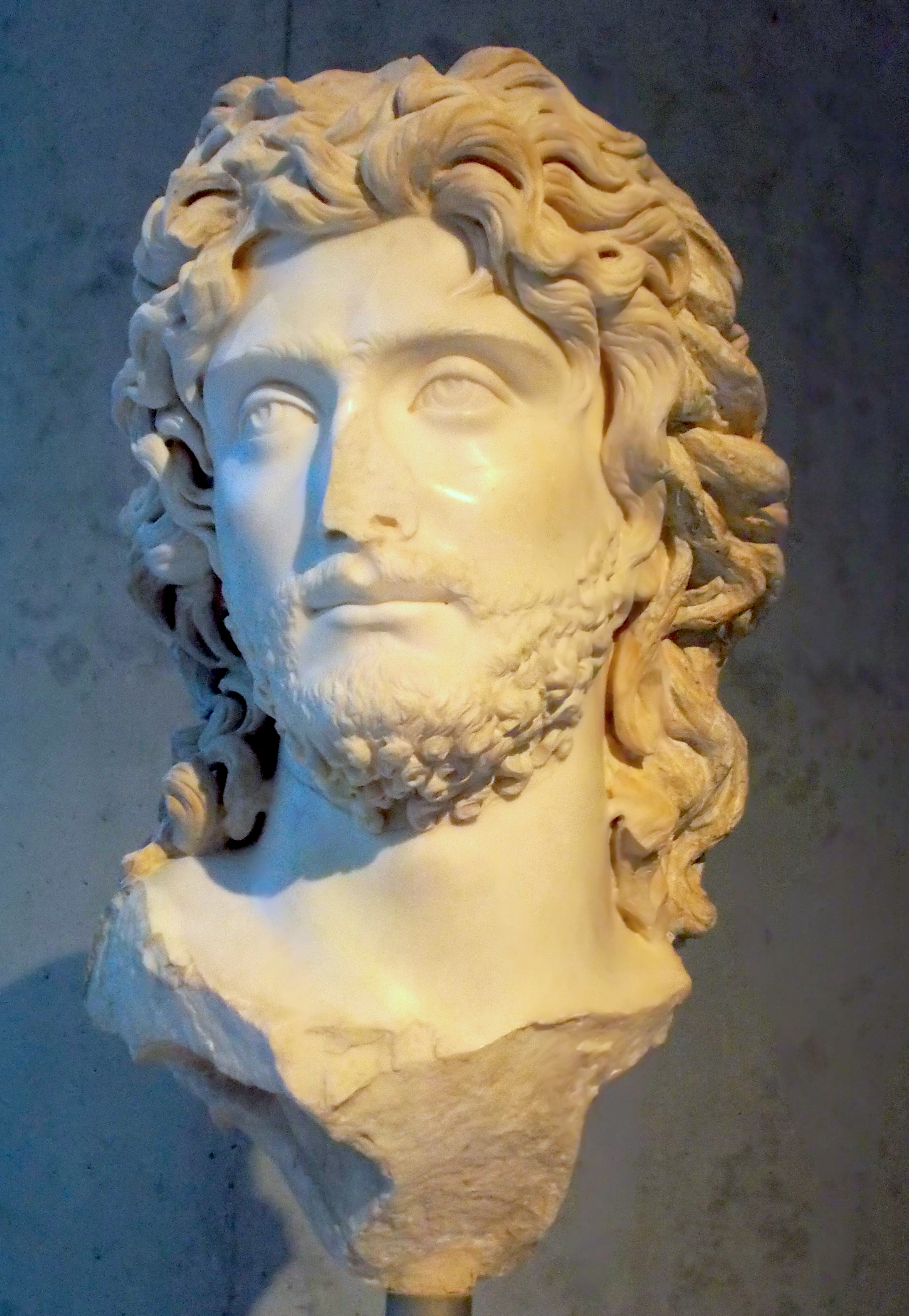
Савромат II 174—210 Царь Боспорского царства
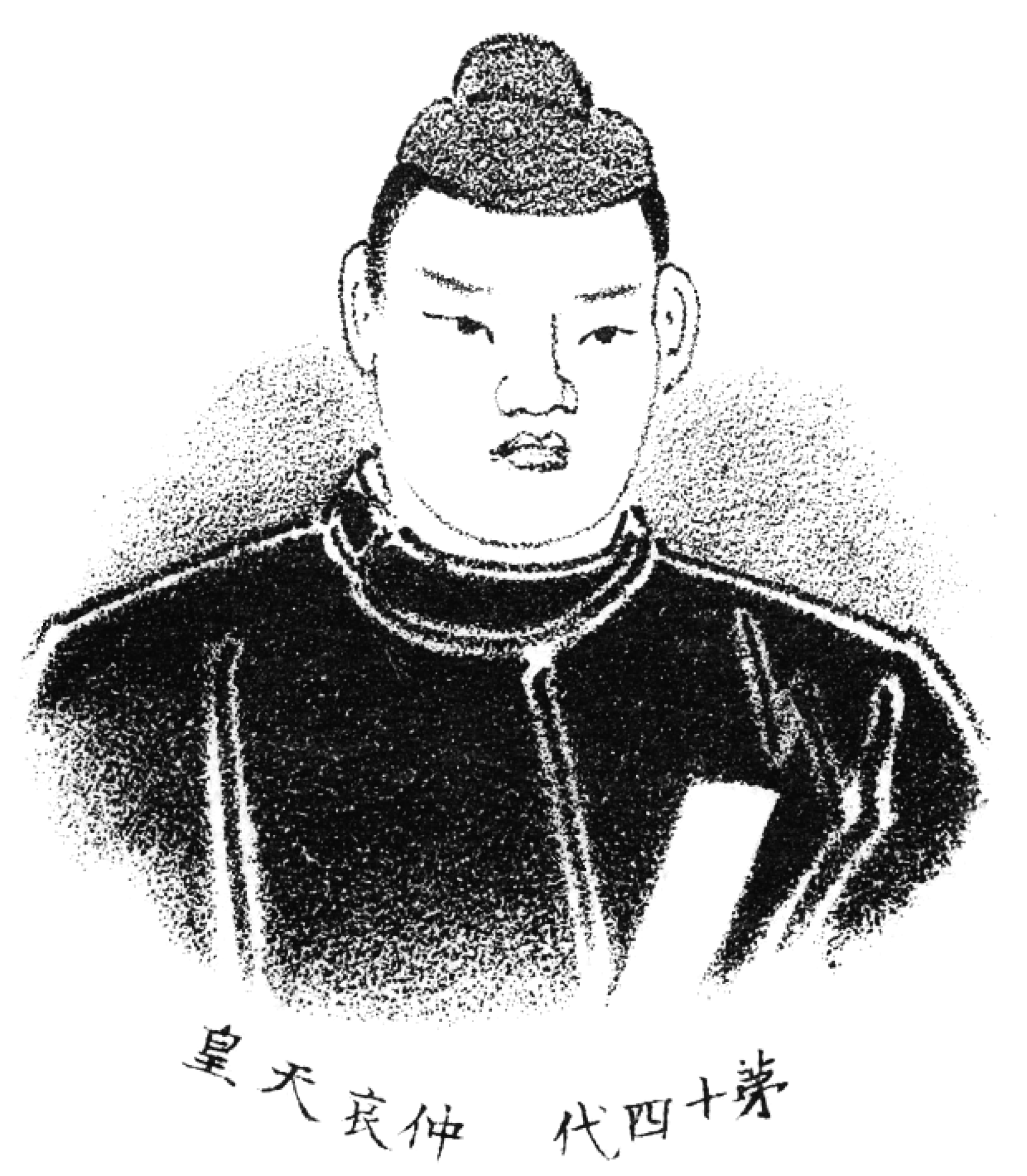
Тюай 191—200 Император Японии